# Marian Gołębiewski
Marian Gołębiewski (Trzebuchów, 22 settembre 1937 – Breslavia, 11 marzo 2024) è stato un arcivescovo cattolico polacco.

## Biografia
Marian Gołębiewski nacque a Trzebuchów, un villaggio nel distretto di Koło, il 22 settembre 1937.

### Formazione e ministero sacerdotale
Nel 1952 si diplomò alla scuola primaria di Dąby Szlacheckie. Dal 1952 al 1956 fu allievo del seminario minore "Jan Długosz" di Włocławek. Superò l'esame di maturità presso il liceo Jan Matejko a Poznań. Dal 1956 al 1962 studiò filosofia e teologia presso il seminario maggiore di Włocławek.
Il 24 giugno 1962 fu ordinato presbitero per la diocesi di Włocławek da monsignor Antoni Pawłowski. In seguito fu vicario parrocchiale della parrocchia di San Nicola e del Buon Pastore a Ślesin dal 1962 al 1964 e della parrocchia dell'Assunzione della Beata Vergine Maria a Zduńska Wola dal 1964 al 1966.
Dal 1966 al 1968 compì gli studi specialistici di Sacre Scritture presso la Facoltà di teologia dell'Università Cattolica di Lublino che completò con la laurea magistrale in teologia sotto la guida del professor Stanisław Łach. Successivamente, dal 1969 al 1971, proseguì gli studi biblici presso il Pontificio istituto biblico di Roma, conseguendo la licenza in scienze bibliche. Nel 1976 conseguì il dottorato, riconosciuto presso l'Università Cattolica di Lublino.
Nell'autunno 1976 divenne docente presso il seminario teologico di Włocławek. Tenne conferenze sul Nuovo Testamento e corsi di ebraico, greco, latino e inglese. Dello stesso seminario fu prefetto degli studi dal 1981 al 1982 e rettore dal 1983 al 1992. Tenne lezioni anche presso il seminario maggiore dei missionari dello Spirito Santo a Bydgoszcz per tre anni e presso l'Istituto pastorale e l'Istituto superiore di cultura religiosa di Włocławek.
Dall'anno accademico 1979/1980 prestò servizio anche presso l'Accademia di teologia cattolica a Varsavia. Nel 1983 divenne professore assistente presso il Dipartimento di Sacre Scritture dell'Antico Testamento. Nell'anno accademico 1992/1993 fu borsista presso l'Institut catholique de Paris. Nel 1994 l'Accademia di teologia cattolica di Varsavia, sulla base dei risultati scientifici e della dissertazione Hymny samopochwalne Jahwe u Deutero-Izajasza (40-48). Studium literacko-krytyczno-teologiczne (Gli inni di autocelebrazione di Yahweh in Deutero-Isaia (40-48). Uno studio letterario-critico-teologico), gli conferì il dottorato di ricerca in scienze teologiche. Il 1º dicembre di quell'anno venne nominato capo del Dipartimento di studi biblici dell'Antico Testamento e dal 1º giugno 1995 fu anche capo ad interim del Dipartimento di filologia biblica. Nel 1995 venne promosso a professore associato. Il 21 settembre 1995 venne promosso a professore associato. Nel 1998 entrò in servizio come professore associato presso la Facoltà di teologia dell'Università Adam Mickiewicz di Poznań.
Fu anche membro del consiglio presbiterale, membro del collegio dei consultori, giudice del tribunale episcopale dal 1978 al 1989, esaminatore prosinodale dal 1982 e canonico del capitolo della cattedrale dell'Assunzione di Maria Vergine a Włocławek.
Come presbitero, fu membro della commissione episcopale per i seminari teologici, della sottocommissione (all'epoca commissione) per il dialogo con l'ebraismo e della commissione presinodale per l'educazione cattolica. Fu anche membro del comitato editoriale di Ateneum Kapłański dal 1978 al 1986 ed editorialista di Ładu God, la rivista bisettimanale della diocesi di Włocławek.
Il 1º dicembre 1994 ricevette il titolo onorifico di cappellano di Sua Santità.

### Ministero episcopale
Il 20 luglio 1996 papa Giovanni Paolo II lo nominò vescovo di Koszalin-Kołobrzeg. Ricevette l'ordinazione episcopale il 31 agosto successivo nella cattedrale dell'Immacolata Concezione a Koszalin per imposizione delle mani dell'arcivescovo Józef Kowalczyk, nunzio apostolico in Polonia, co-consacranti l'arcivescovo metropolita di Gniezno Henryk Muszyński e quello di Stettino-Kamień Marian Przykucki. Durante la stessa celebrazione prese possesso della diocesi. L'8 settembre entrò solennemente anche nella concattedrale dell'Assunzione di Maria Vergine a Kołobrzeg. Come motto scelse l'espressione "Ad immaginam Tuam".
Il 23 gennaio 2001 il papa lo nominò membro del Pontificio consiglio della pastorale per i migranti e gli itineranti per un quinquennio.
Il 3 aprile 2004 lo stesso pontefice lo nominò arcivescovo metropolita di Breslavia. Prese possesso dell'arcidiocesi il 24 dello stesso mese con una celebrazione tenutasi nell'arcicattedrale di San Giovanni Battista a Breslavia. Con questo atto, divenne ex officio anche gran cancelliere della Pontificia Facoltà di Teologia di Breslavia. Il 29 giugno successivo ricevette il pallio a Roma dal papa.
Nel novembre del 2005 compì la visita ad limina.
Il 18 maggio 2013 papa Francesco accettò la sua rinuncia al governo pastorale dell'arcidiocesi per raggiunti limiti di età. Continuò a reggere l'arciddiocesi come amministratore apostolico fino al 16 giugno successivo, giorno dell'ingresso nella sede del suo successore.
In seno alla Conferenza episcopale polacca fu membro del consiglio scientifico e del comitato per la dottrina della fede, all'interno del quale presiedette la sezione per le scienze bibliche. Durante questo incarico, ispirò nella Chiesa cattolica in Polonia un movimento chiamato Opera biblica Giovanni Paolo II e insieme al prof. Henryk Witczyk e ad altri biblisti, portò allo sviluppo di questo movimento in tutte le diocesi polacche, nonché alla creazione di circoli biblici nella maggior parte delle parrocchie polacche. In seguito fu membro del consiglio permanente, presidente del consiglio per l'apostolato dei laici, presidente della sezione biblica della commissione per la dottrina della fede, membro del consiglio scientifico e membro dell'équipe per la pastorale di Radio Maryja.
Il 21 agosto 2021 l'arcidiocesi di Breslavia annunciò che la Santa Sede aveva svolto un'indagine, sulla base delle disposizioni del motu proprio Vos estis lux mundi, sulla sua negligenza nella gestione dei casi di abuso sessuale su minori da parte di alcuni sacerdoti della diocesi di Koszalin-Kołobrzeg e dell'arcidiocesi di Breslavia. A seguito delle indagini, la Santa Sede gli ordinò di condurre una vita in spirito di penitenza e di preghiera, gli proibì di partecipare a qualsiasi cerimonia pubblica sia religiosa che laica e lo obbligò a dare un contributo privato alla Fondazione "San Giuseppe", istituita dalla Conferenza episcopale polacca per prevenire gli abusi sessuali nella Chiesa cattolica. Nel 2023 infranse il divieto di partecipare a cerimonie pubbliche, prendendo parte all'ordinazione episcopale del nuovo vescovo di Gliwice Sławomir Oder.
Secondo i media, nel 2006 Gołębiewski inviò padre Paweł Kania nella diocesi di Bydgoszcz nonostante questi fosse stato accusato di possesso di materiale pedopornografico. In diocesi il sacerdote si occupava dell'educazione dei bambini e della cura dei chierichetti. Nel 2009 Kania tornò a Breslavia e Gołębiewski lo inviò nella parrocchia di Milicz. Il parroco era stato informato delle molestie che Kania avrebbe commesso. Dopo quattro anni, fu condannato a un anno di carcere con sospensione della pena in quanto venne dimostrato solamente il possesso di materiale pedopornografico. Solo dopo che la sentenza divenne definitiva, Gołębiewski trasferì il sacerdote in una struttura di cura religiosa per adulti. Nel 2012, Kania fu catturato mentre era in una stanza d'albergo con un chierichetto minorenne. Solo dopo sette anni dal primo arresto, Gołębiewski informò del caso la Congregazione per la dottrina della fede.
Nel 2008 ricevette un dottorato honoris causa dalla Pontificia Facoltà di Teologia di Breslavia.
Ricoverato da oltre un mese, morì in un ospedale di Breslavia l'11 marzo 2024 all'età di 86 anni dopo una lunga e grave malattia. Le esequie si tennero il 18 marzo alle ore 11 nell'arcicattedrale di San Giovanni Battista e furono presiedute da monsignor Józef Piotr Kupny. L'omelia venne pronunciata da monsignor Andrzej Siemieniewski, vescovo di Legnica. Al termine del rito fu sepolto nella cripta dei metropoliti nello stesso edificio.

## Genealogia episcopale e successione apostolica
La genealogia episcopale è:
- Cardinale Scipione Rebiba
- Cardinale Giulio Antonio Santorio
- Cardinale Girolamo Bernerio O.P.
- Arcivescovo Galeazzo Sanvitale
- Cardinale Ludovico Ludovisi
- Cardinale Luigi Caetani
- Cardinale Ulderico Carpegna
- Cardinale Paluzzo Paluzzi Altieri Degli Albertoni
- Papa Benedetto XIII
- Papa Benedetto XIV
- Papa Clemente XIII
- Cardinale Enrico Benedetto Stuart
- Papa Leone XII
- Cardinale Chiarissimo Falconieri Mellini
- Cardinale Camillo Di Pietro
- Cardinale Mieczysław Halka Ledóchowski
- Cardinale Jan Maurycy Paweł Puzyna de Kosielsko
- Arcivescovo Józef Bilczewski
- Arcivescovo Bolesław Twardowski
- Arcivescovo Eugeniusz Baziak
- Papa Giovanni Paolo II
- Arcivescovo Józef Kowalczyk
- Arcivescovo Marian Gołębiewski

La successione apostolica è:
- Vescovo Andrzej Siemieniewski (2006)